# 클렘 뷰챔프
클렘 뷰챔프(Clem Beauchamp, 1898년 8월 26일 ~ 1992년 11월 14일)는 미국의 배우, 영화 감독, 영화배우이다.
아이오와주에서 태어났으며 샌타로자에서 사망하였다.

## 영화
- 마이 식스 컨빅츠 (1952년)
- 시라노 (1950년)
- 스테이지 도어 캔틴 (1943년)
- 모히칸 족의 최후 (1936년)
- 리브 오브 어 벵골 랜서 (1935년)